# Nava (Colle Brianza)
Nava è la sede del comune italiano di Colle Brianza.

## Storia
Anticamente il centro abitato apparteneva alla pieve di Missaglia, compresa nell'Arcidiocesi e nel Ducato di Milano.
Durante l'età napoleonica a Nava vennero aggregati i soppressi comuni di Brianzola, Cagliano e Tegnone, ritornati autonomi con la restaurazione; contemporaneamente la zona venne distaccata dal territorio milanese, venendo assegnata alla provincia di Como.
Alla proclamazione del Regno d'Italia (1861) il comune di Nava, compreso nel mandamento di Brivio e nel circondario di Lecco, contava 637 abitanti.
Il 5 febbraio 1928 il comune di Nava venne fuso con i comuni limitrofi di Cagliano e Ravellino, formando il nuovo comune di Colle Brianza.